# Jimmy Heath
Pour les articles homonymes, voir Heath.
James Edward Heath, dit Jimmy Heath, surnommé Little Bird, né le 25 octobre 1926 à Philadelphie (Pennsylvanie) et mort le 19 janvier 2020 à Loganville (Géorgie), est un saxophoniste ténor américain de jazz, compositeur et arrangeur. Il joue également du saxophone soprano et de la flûte.

## Biographie
Heath est né à Philadelphie le 25 octobre 1926. Il jouait à l'origine du saxophone alto, mais, après l'influence de Charlie Parker sur son travail pour Howard McGhee et Dizzy Gillespie à la fin des années 1940, il a gagné le surnom de "Little Bird" (Le surnom de Parker était "Bird") et il est passé au saxophone ténor. 
Pendant la Seconde Guerre mondiale, Heath a été réformé parce qu'il était sous la limite de poids. De la fin de 1945 à la majeure partie de 1946, il a joué avec le groupe Nat Towles. En 1946, il a formé son propre groupe, qui était un incontournable de la scène jazz de Philly jusqu'en 1949. John Coltrane était l'un des quatre saxophonistes de ce groupe, qui jouait des concerts avec Charlie Parker et également à l'Apollo Theatre de Harlem. Bien que Heath se souvienne que le groupe a enregistré quelques démos sur de l'acétate, il n'a jamais sorti d'enregistrements et ses arrangements ont été perdus dans une gare de Chicago. Le groupe s'est dissous en 1949 afin que Heath puisse rejoindre le groupe de Dizzy Gillespie.

## Carrière musicale

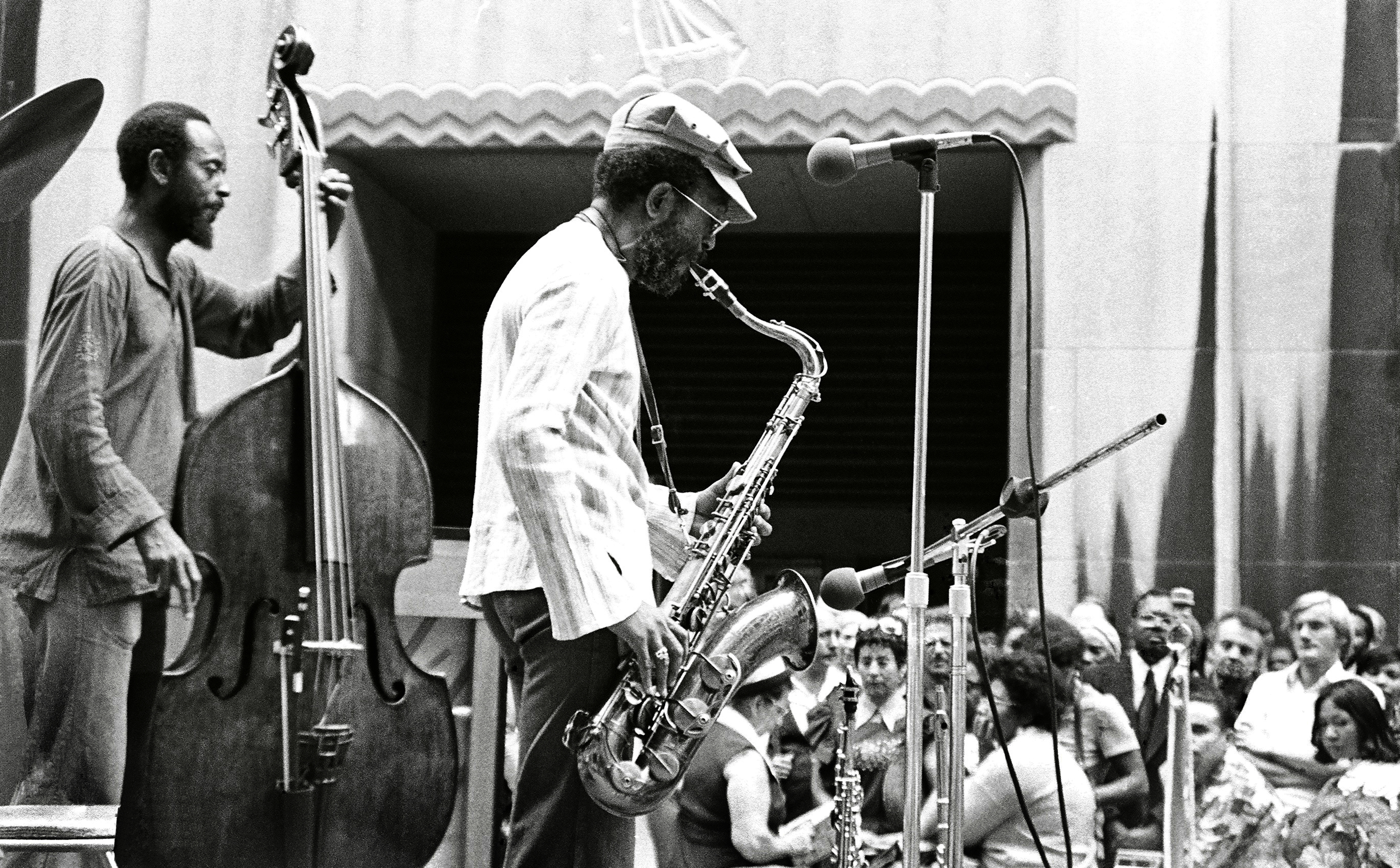
Jimmy Heath avec son frère Percy Heath en 1977.

Jimmy Heath débute par le saxophone alto en jouant notamment aux côtés de Howard McGhee et Dizzy Gillespie à la fin des années 1940. Heath est très influencé par le saxophoniste Charlie Parker ; il reçoit même le surnom Little Bird en référence à celui de Parker et il choisit à partir de 1951 de jouer au saxophone ténor,. Jouant au début des années 1950 aux côtés de Clifford Brown, Kenny Dorham et aussi Chet Baker pour qui il compose la plupart des morceaux de l'album Playboys (1956), Heath commence à avoir du succès à cette période. Mais la volonté de jouer aussi bien que Parker le conduit à imiter les travers de son modèle avec une addiction à l'héroïne. Il est arrêté en 1955 en possession de drogue et incarcéré pour quatre ans. À sa sortie, il rejoint durant l'été 1959 le groupe de Miles Davis pour remplacer John Coltrane que Davis avait renvoyé en raison de sa consommation excessive de drogue. Il enregistre ensuite jusqu'en 1964 six albums pour Riverside. Il remplace le trombone par le cor d'harmonie, ajoute parfois un tuba ou un violoncelle ce qui fournit à ces albums une sonorité bien personnelle.
Durant les années 1960, il joue également à plusieurs reprises avec Milt Jackson et Art Farmer. En 1975, il forme le Heath Brothers avec ses deux frères et accompagné du pianiste Stanley Cowell, avec lequel il joue jusqu'en 1982.
Dans les années 1980, il rejoint en tant que professeur l'École de musique Aaron Copland au Queens College de l'Université de New York. 
Jimmy Heath est récompensé en 2003 par le NEA Jazz Masters Award.

### Famille
Jimmy Heath est le frère du contrebassiste Percy Heath et du batteur Albert Heath et le père du percussionniste James Mtume.

## Discographie
En leader
| Sortie | Label                  | Nom de l'album         |
| ------ | ---------------------- | ---------------------- |
| 1959   | Riverside Records      | The Thumper            |
| 1960   | Riverside              | Really Big!            |
| 1961   | Riverside              | The Quota              |
| 1962   | Riverside              | Triple Threat          |
| 1963   | Milestone Records      | Fast Company           |
| 1963   | Riverside              | Swamp Seed             |
| 1964   | Riverside              | On the Trail           |
| 1972   | Cobblestone Records    | The Gap Sealer         |
| 1972   | Muse Records           | Jimmy                  |
| 1973   | Xanadu Records         | Love and Understanding |
| 1974   | Landmark Records       | Time and the Place     |
| 1975   | Xanadu Records         | Picture of Heath       |
| 1975   | Strata East Records    | Marchin' On            |
| 1979   | Columbia Records       | In Motion              |
| 1985   | Landmark Records       | New Picture            |
| 1987   | Landmark Records       | Peer Pleasure          |
| 1992   | Verve Records          | Little Man, Big Band   |
| 1994   | Steeplechase Records   | You've Changed         |
| 1995   | Steeplechase Records   | You or Me              |
| 2006   | Planet Arts Recordings | Turn Up the Heath      |

En sideman (partielle)
| Leader          | Sortie | Label                   | Nom de l'album                  |
| --------------- | ------ | ----------------------- | ------------------------------- |
| Miles Davis     | 1954   | Blue Note Records       | Miles Davis Volume 1            |
| Miles Davis     | 1955   | Blue Note Records       | Miles Davis Volume 2            |
| Nat Adderley    | 1960   | Riverside               | That's Right!                   |
| Curtis Fuller   | 1962   | Impulse!                | Soul Trombone And The Jazz Clan |
| Pony Poindexter | 1962   |                         | Pony's Express                  |
| Milt Jackson    | 1962   | Impulse!                | Statements                      |
| Milt Jackson    | 1964   |                         | Spanish Fly                     |
| Milt Jackson    | 1964   | Jazz 'N' Samba          |                                 |
| Heath Brothers  | 2009   | Jazz Legacy Productions | The Heath Brothers - Endurance  |